# Giovanni Giacomo Gastoldi

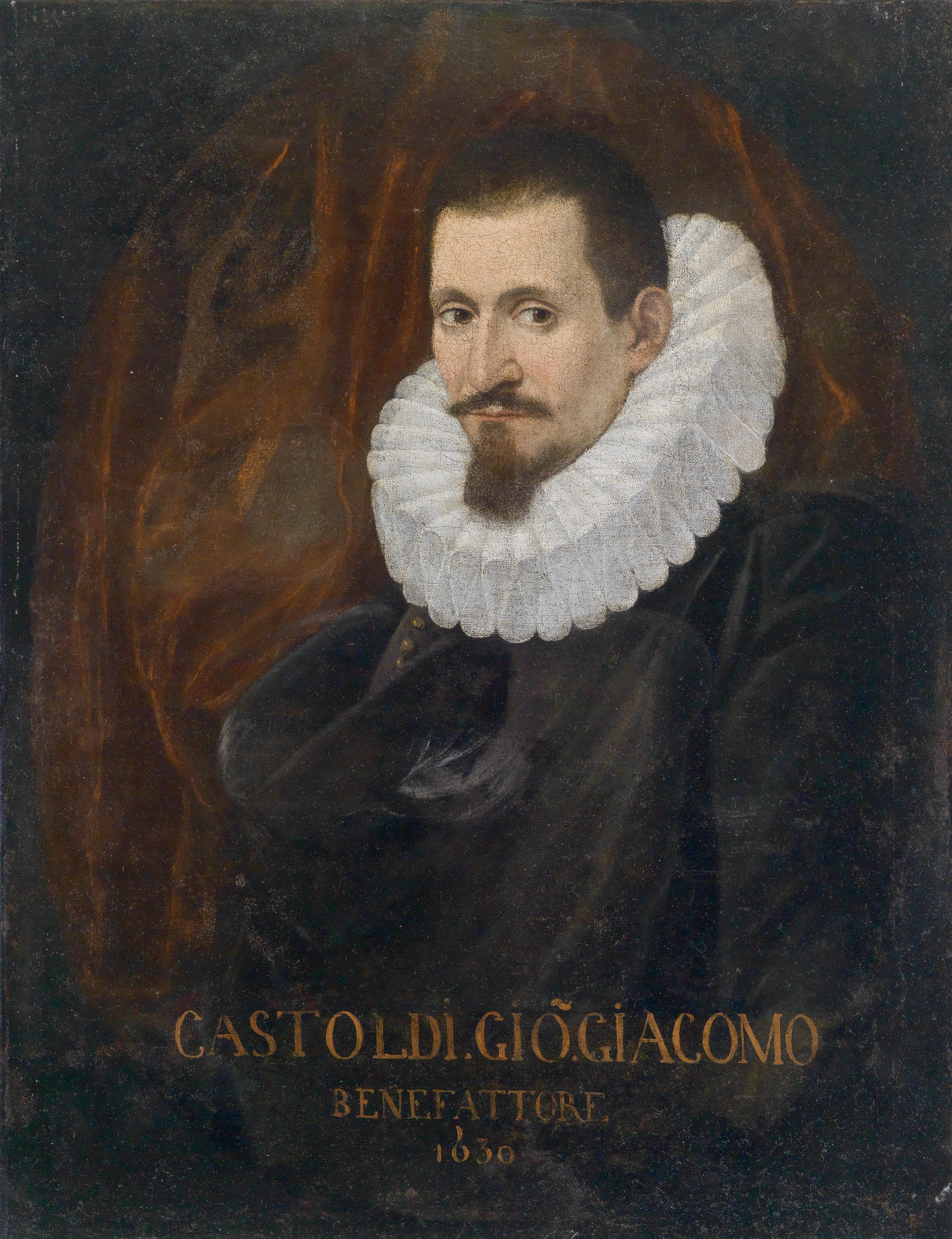
Giovanni Giacomo Gastoldi

Giovanni Giacomo Gastoldi (* um 1553 in Caravaggio, Lombardei; † 4. Januar 1609 in Mantua oder Mailand) war ein italienischer Sänger und Komponist der Spätrenaissance und des Frühbarock.

## Leben
In der Lombardei geboren, kam Gastoldi mit seinem Vater Manfredo Gastoldi nach Mantua, wo er als Chorknabe an der Basilika Santa Barbara seine musikalische Ausbildung erhielt und Theologie studierte. 1572 wurde Gastoldi Subdiakon, 1574 Diakon und ein Jahr später wurde er zum Priester geweiht. Gastoldi erhielt eine Pfründe, damit verbunden war die Verpflichtung, den Chorknaben Gesangsunterricht zu geben.
Als Mitglied der Kapelle beteiligte er sich an der Komposition des vom Herzog Guglielmo Gonzaga (der sich auch selber als Komponist betätigte) gewünschten Repertoires. Ein 1582 von Kardinal Karl Borromäus unternommener Versuch, Gastoldi nach Mailand zu holen, blieb erfolglos. Wegen mehrfacher schwerer Erkrankungen und Abwesenheiten des Kapellmeisters Giaches de Wert musste Gastoldi diesen im Zeitraum von 1582 bis 1586 häufiger vertreten. 1588 erhielt Gastoldi de Werts Stellung des Kapellmeisters an Santa Barbara in Mantua und hatte dieses Amt vermutlich bis zu seinem Tode inne.
Neben seiner Tätigkeit an Santa Barbara komponierte er zahlreiche bedeutende weltliche Werke für den Bedarf am Hof des seit 1588 regierenden Fürsten Vincenzo I. Gonzaga, an dem zu dieser Zeit bedeutende Komponisten wie Benedetto Pallavicino (um 1551–1601) oder der junge Claudio Monteverdi wirkten.

### Tod
Nach Morche soll er Mantua nie verlassen haben, auch wenn in der Literatur gelegentlich zu finden ist, dass Gastoldi in Mailand gewirkt habe. Der Fehler gehe auf einen Beitrag von Johann Gottfried Walther in seinem 1732 veröffentlichten Musiker-Lexikon zurück, der sich auf das Werk Ateneo dei letterati milanesi adunati dall’abbate Don Filippo Picinelli von 1670 stütze. Dort heißt es, der Mailänder Dom sei der „Schauplatz seiner Tüchtigkeit“ („il Teatro del suo valore“) gewesen. Auch De Salvo widerspricht der These einer Tätigkeit Gastoldis am Mailänder Dom. Zugleich führt er aber den Zeitgenossen und 1617 verstorbenen Don Francesco Lucino, Kantor am Mailänder Dom, an. So taucht der Name Giovanni Giacomo Gastoldi in einer von Lucino verfassten Liste von Künstlern auf, die 1608 rund um die lombardische Hauptstadt gewirkt haben sollen. De Salvo gibt als Sterbeort Mailand an.

## Werk
Bekannt wurde Gastoldi vor allem durch seine Balletti und die „Madrigalkomödien“ (Vorläufer der Oper), die bereits im 17. Jahrhundert in vielen Städten Europas als Nachdrucke erschienen, während seine Kirchenkompositionen lange Zeit von der Musikwissenschaft übersehen wurden.

## Werke (Auswahl)

### Weltliche Werke
- Canzoni a 5 voci (Venedig, 1581, Libretto von Angelo Gardano, dedicato al Principe di Mantova)
- Il primo libro de madrigali a 5 voci (1588, Libretto von  Ricciardo Amadino)
- Il secondo libro de madrigali a 5 voci (1589)
- Balletti a 5 voci (1591, dedicato al Duca di Mantova Vincenzo I. Gonzaga)
- Il primo libro de madrigali a 6 voci (Venezia, 1592, Libretto von  Ricciardo Amadino)
- Il primo libro de canzonette a 3 voci (1594)
- Il secondo libro de canzonette a 3 voci (1595)
- Il terzo libro de madrigali a 5 voci (Venedig, 1598, Libretto von Ricciardo Amadino, dedicato a Francesco Gonzaga)
- Il primo libro della musica a 2 voci (Mailand, 1598)
- Ballettmusik zu Gioco della Cieca rappresentato alla regina di Spagna, zu Il pastor fido von Guarini (1598)
- Il quarto libro de madrigali a 5 voci (1602)
- Concerti Musicale, con le sue sinfonie a 8 voci (1604)
- Il terzo libro de canzonette a 3 voci (Mailand, 1595)
- Il quarto libro de canzonette a 3 voci (Mailand, 1596)

### Sakralwerke
- Sacrae Lodi a diversi Santi (1587)
- Psalmi ad vesperas a 4 voci (1588)
- Completorium solemnitatum Vespertina psalmodia (1589)
- Il secondo libro de Completorium (1597)
- Il primo libro de Messe a 5 et a 8 voci (1600)
- Tutti li Salmi che nelle solennità del anno al Vespro si cantano a 8 voci (1601)
- Missarum quatuor vocibis, liber primo, (1602 und 1611)
- Vespertina omnium solemnitatum Psalmodia a 5 voci (1602)
- Il primo libro de Messe et Moteti a 8 voci (1607)
- Officium defunctorum integrum a 4 voci (1607)
- Salmi interi a 6 voci
- Salmi per tutti li Vespri a 2 voci (1609)
- Salmi per tutto l'anno a 5 voci

Das Balletto A lieta vita, zweites Stück der Balletti a cinque voci von 1591, wurde im deutschen Sprachraum unter dem Titel In dir ist Freude (EG 398, RG 652; deutscher Text von Cyriacus Schneegaß) als Kirchenlied bekannt, bearbeitet zum Beispiel von Johann Sebastian Bach im Orgelbüchlein, BWV 615. Eine weitere deutsche Fassung unter dem Titel An hellen Tagen stammt von  Peter Cornelius.
Zu seinen weiteren Werken gehören die Lieder Amor Vittorioso (dt.: Amor im Nachen, Text: Peter Cornelius), La Cortegiana (Die Hofdame), Speme amorosa (Liebeshoffnung), Il Curioso, Il Tedesco, L’Invaghito, Questa dolce Sirena und L’Humorista.